# Sneschinka
Die Sneschinka (russisch Снежинка, übersetzt Schneeflocke; englische Transkription Snezhinka) ist eine Skisprungschanzenanlage in der Stadt Tschaikowski in der Region Perm im westlichen Vorland des Uralgebirges. Zur Anlage gehören zwei kleinere Schanzen der Kategorie K 20, K 40, eine Mittelschanze der Kategorie K 65, eine Normalschanze der Kategorie K 95 und eine Großschanze der Kategorie K 125. Die Schanzen wurden nach dem Umbau mit Matten belegt. Die Anlage ist an eine Wintersportschule angeschlossen, an der 150 Schüler unterrichtet werden.

## Geschichte

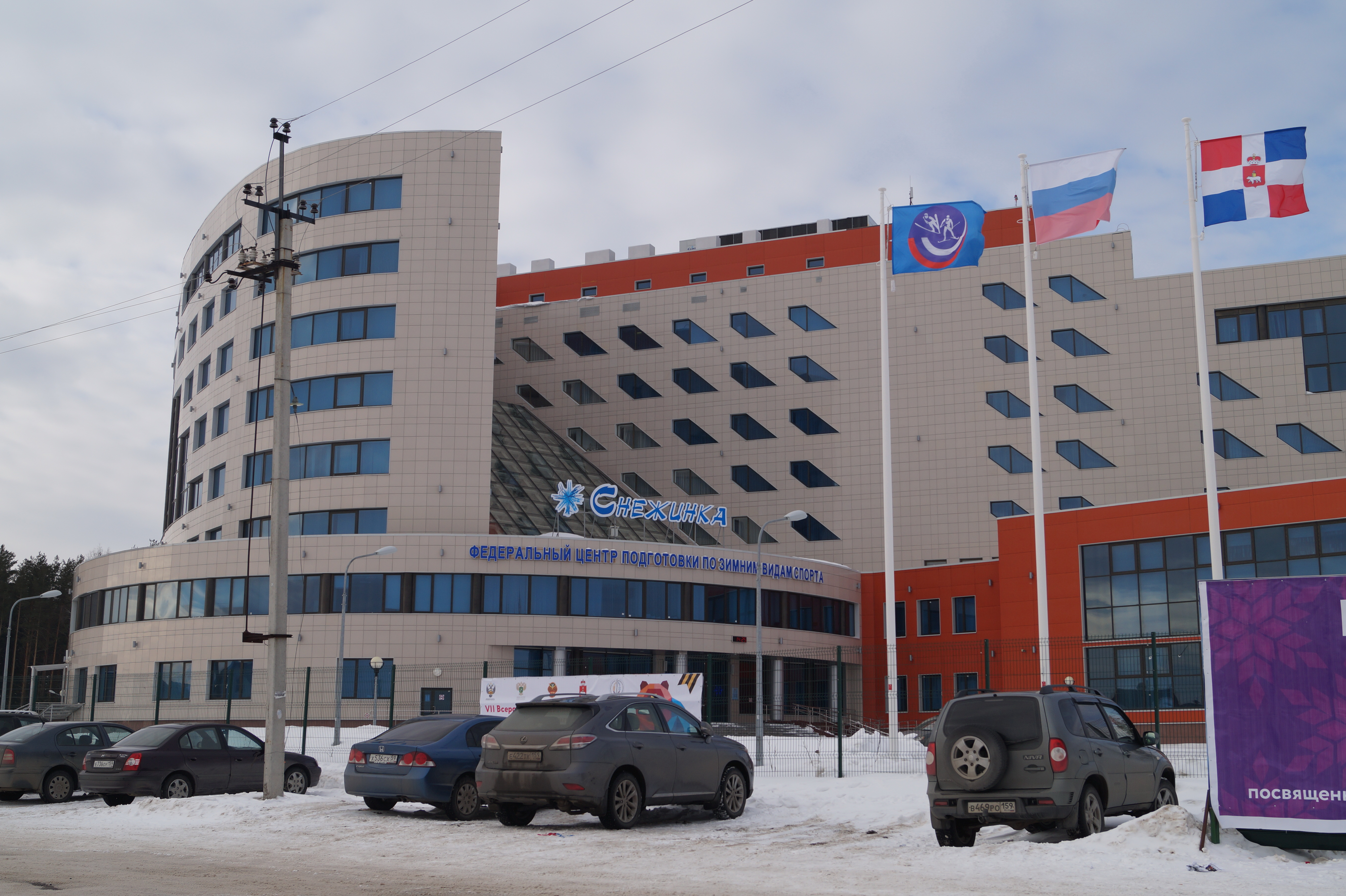
Skicenter Sneschinka

Nach der Errichtung der ersten 40-Meter-Schanze 1980 wurde die Anlage bis 1985 ausgebaut. Nachdem man 2009 mit dem Bau einer Biathlon-Anlage begonnen hatte, folgte im Jahr 2010 der erste Spatenstich für die fünf neuen Schanzen. Im März 2012 wurden die russischen Skisprungmeisterschaften auf den neuerbauten Schanzen in Tschaikowski ausgetragen. Im September 2012 fanden erstmals Springen des Continental Cups auf der Anlage statt, im Januar 2014 das erste Weltcupspringen der Damen. Seit dem Jahr 2015 sind die Schanzen zudem Station des Skisprung-Grand-Prix.

## Internationale Wettbewerbe
Genannt werden alle von der FIS organisierten Sprungwettbewerbe.
| Datum              | Kategorie              | Schanze | 1. Platz                                                                    | 2. Platz                                                     | 3. Platz                                                                   |
| ------------------ | ---------------------- | ------- | --------------------------------------------------------------------------- | ------------------------------------------------------------ | -------------------------------------------------------------------------- |
| 15. September 2012 | Continental Cup        | HS140   | Wolfgang Loitzl                                                             | Alexei Romaschow                                             | Stefan Hayböck                                                             |
| 16. September 2012 | Continental Cup        | HS140   | Wolfgang Loitzl                                                             | Denis Kornilow                                               | Karl Geiger                                                                |
| 3. Januar 2014     | Weltcup                | HS106   | Sara Takanashi                                                              | Carina Vogt                                                  | Irina Awwakumowa                                                           |
| 4. Januar 2014     | Weltcup                | HS106   | Irina Awwakumowa                                                            | Carina Vogt                                                  | Sara Takanashi                                                             |
| 5. September 2015  | Grand Prix             | HS140   | Kenneth Gangnes                                                             | Robert Kranjec                                               | Joachim Hauer                                                              |
| 5. September 2015  | Grand Prix             | HS106   | Sara Takanashi                                                              | Maren Lundby                                                 | Line Jahr                                                                  |
| 6. September 2015  | Grand Prix             | HS140   | Kenneth Gangnes                                                             | Jan Ziobro                                                   | Joachim Hauer                                                              |
| 6. September 2015  | Grand Prix             | HS106   | Sara Takanashi                                                              | Yūki Itō                                                     | Line Jahr                                                                  |
| 10. September 2016 | Grand Prix             | HS140   | Robert Kranjec                                                              | Anže Semenič                                                 | Karl Geiger                                                                |
| 10. September 2016 | Grand Prix             | HS106   | Sara Takanashi                                                              | Maren Lundby                                                 | Maja Vtič                                                                  |
| 11. September 2016 | Grand Prix             | HS140   | Anže Semenič                                                                | Tomáš Vančura                                                | Vojtěch Štursa                                                             |
| 11. September 2016 | Grand Prix             | HS106   | Sara Takanashi                                                              | Carina Vogt                                                  | Irina Awwakumowa                                                           |
| 18. März 2017      | Continental Cup        | HS106   | Constantin Schmid                                                           | Jakub Janda                                                  | Clemens Aigner                                                             |
| 19. März 2017      | Continental Cup        | HS106   | Clemens Aigner                                                              | Rok Tarman                                                   | Daniel Huber                                                               |
| 9. September 2017  | Grand Prix             | HS140   | Anže Lanišek                                                                | Jewgeni Klimow                                               | Denis Kornilow                                                             |
| 9. September 2017  | Grand Prix             | HS102   | Sara Takanashi                                                              | Julia Kykkänen                                               | Irina Awwakumowa                                                           |
| 10. September 2017 | Grand Prix             | HS102   | Anže Lanišek                                                                | Junshirō Kobayashi                                           | Jewgeni Klimow                                                             |
| 10. September 2017 | Grand Prix             | HS102   | Sara Takanashi                                                              | Irina Awwakumowa                                             | Maren Lundby Maja Vtič                                                     |
| 17. März 2018      | Continental Cup        | HS140   | Stefan Huber                                                                | Constantin Schmid                                            | Cene Prevc                                                                 |
| 18. März 2018      | Continental Cup        | HS140   | Wettbewerb aufgrund starken Windes abgesagt                                 | Wettbewerb aufgrund starken Windes abgesagt                  | Wettbewerb aufgrund starken Windes abgesagt                                |
| 8. September 2018  | Grand Prix             | HS140   | JapanNozomi Maruyama Yukiya Satō Sara Takanashi Junshirō Kobayashi          | SlowenienJerneja Brecl Jurij Tepeš Ema Klinec Robert Kranjec | NorwegenAnna Odine Strøm Robin Pedersen Maren Lundby Fredrik Bjerkeengen   |
| 9. September 2018  | Grand Prix             | HS140   | Ema Klinec                                                                  | Maren Lundby                                                 | Sara Takanashi                                                             |
| 9. September 2018  | Grand Prix             | HS140   | Wettbewerb aufgrund starken Windes abgebrochen                              | Wettbewerb aufgrund starken Windes abgebrochen               | Wettbewerb aufgrund starken Windes abgebrochen                             |
| 23. März 2019      | Weltcup/Blue Bird Tour | HS102   | Juliane Seyfarth                                                            | Katharina Althaus                                            | Sara Takanashi                                                             |
| 23. März 2019      | Continental Cup        | HS102   | Aleksander Zniszczoł                                                        | Andrzej Stękała                                              | Andreas Granerud Buskum                                                    |
| 24. März 2019      | Continental Cup        | HS140   | Aleksander Zniszczoł                                                        | Andrzej Stękała                                              | Fredrik Villumstad                                                         |
| 24. März 2019      | Weltcup/Blue Bird Tour | HS140   | Maren Lundby                                                                | Juliane Seyfarth                                             | Nika Križnar                                                               |
| 19. März 2020      | Weltcup                | HS140   | Wettbewerb abgesagt                                                         | Wettbewerb abgesagt                                          | Wettbewerb abgesagt                                                        |
| 20. März 2020      | Weltcup                | HS140   | Wettbewerb abgesagt                                                         | Wettbewerb abgesagt                                          | Wettbewerb abgesagt                                                        |
| 12. September 2020 | Grand Prix             | HS140   | Wettbewerb wegen der COVID-19-Pandemie abgesagt                             | Wettbewerb wegen der COVID-19-Pandemie abgesagt              | Wettbewerb wegen der COVID-19-Pandemie abgesagt                            |
| 12. September 2020 | Grand Prix             | HS140   | Wettbewerb wegen der COVID-19-Pandemie abgesagt                             | Wettbewerb wegen der COVID-19-Pandemie abgesagt              | Wettbewerb wegen der COVID-19-Pandemie abgesagt                            |
| 13. September 2020 | Grand Prix             | HS140   | Wettbewerb wegen der COVID-19-Pandemie abgesagt                             | Wettbewerb wegen der COVID-19-Pandemie abgesagt              | Wettbewerb wegen der COVID-19-Pandemie abgesagt                            |
| 13. September 2020 | Grand Prix             | HS140   | Wettbewerb wegen der COVID-19-Pandemie abgesagt                             | Wettbewerb wegen der COVID-19-Pandemie abgesagt              | Wettbewerb wegen der COVID-19-Pandemie abgesagt                            |
| 26. März 2021      | Weltcup/Blue Bird Tour | HS102   | Marita Kramer                                                               | Sara Takanashi                                               | Nika Križnar                                                               |
| 28. März 2021      | Weltcup                | HS102   | ÖsterreichDaniela Iraschko-Stolz Sophie Sorschag Chiara Hölzl Marita Kramer | SlowenienŠpela Rogelj Katra Komar Urša Bogataj Nika Križnar  | DeutschlandKatharina Althaus Juliane Seyfarth Luisa Görlich Anna Rupprecht |